# Anthocharis gruneri
Grüner's Orange Tip (Anthocharis gruneri) là một loài bướm ngày được tìm thấy chủ yếu ở Thổ Nhĩ Kỳ, núi Transcaucasia, tiểu Á và cao nguyên Armenia.

## Phụ loài
- Anthocharis gruneri armeniaca
- Anthocharis gruneri macedonica
- Anthocharis gruneri parnassi